# Гомфус чешуйчатый
Гомфус чешуйчатый (лат. Gomphus floccosus) — гриб семейства Гомфовых (Gomphaceae). Несъедобен, поскольку может вызывать расстройства пищеварения.
Научные синонимы:
- Cantharellus floccosus Schwein., 1832 basionym
- Neurophyllum floccosum (Schwein.) R. Heim, 1954
- Cantharellus floccosus Schwein., 1832
- Merulius floccosus (Schwein.) Kuntze, 1891
- Turbinellus floccosus (Schwein.) Earle, 1909

## Описание

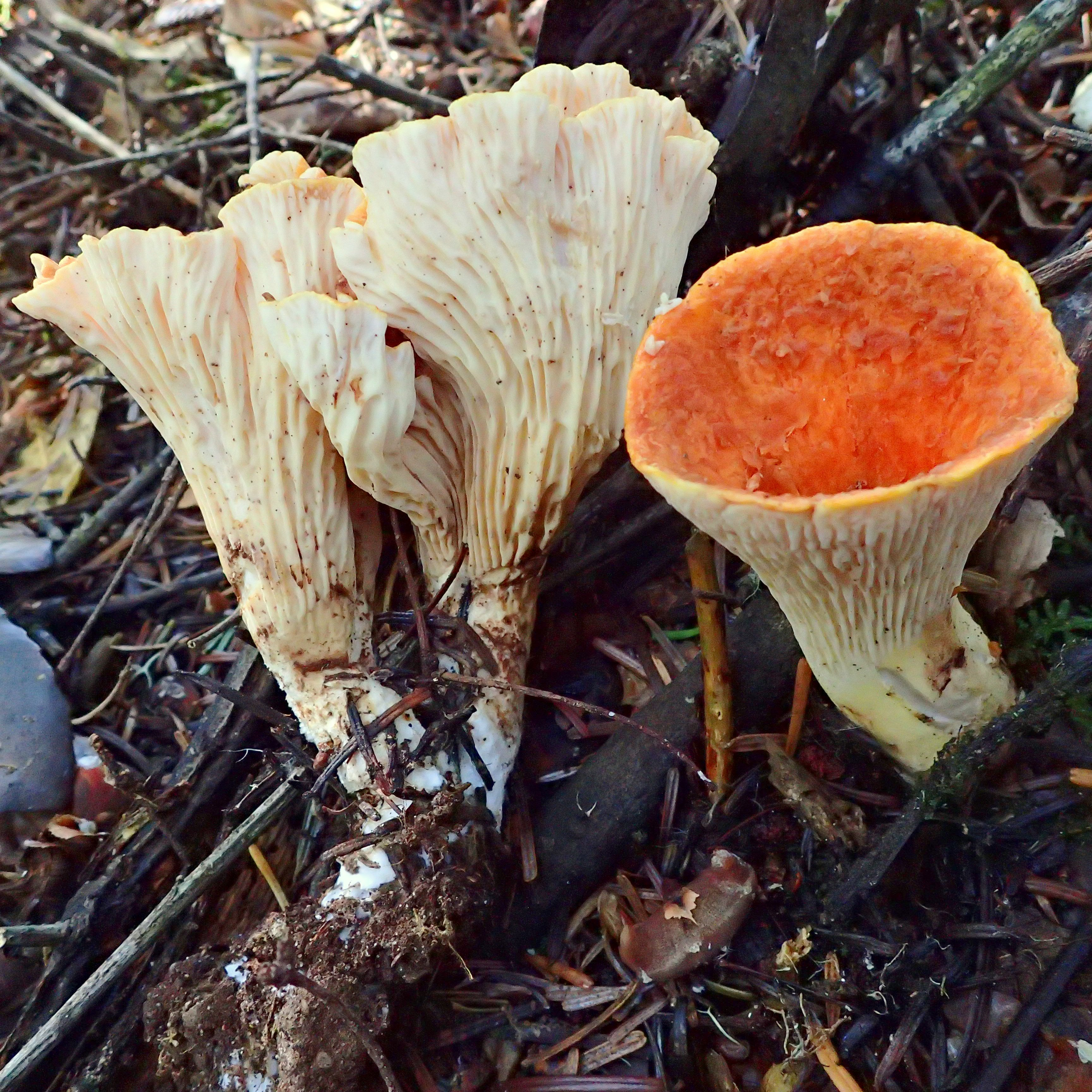

Плодовое тело бокаловидное, относительно крупное: высотой 5—10 см, диаметром вверху 5—15 см, у основания до 1,5 см. Верхняя поверхность чашевидно вдавленная, оранжево-жёлтой или красно-оранжевой окраски, покрыта красно-оранжевыми чешуйками.
Мякоть оранжево-жёлтая.
Ножкоподобное основание обратно-конической формы, жёлто-оранжевое.
Гименофор складчатый, нисходит по «ножке» почти до самого низа, складки кремово-белого или светло-охристого цвета.
Споровый порошок охристо-жёлтый, споры 13×7,5 мкм, эллипсовидные, шероховатые.

## Экология и распространение
Растёт на почве в хвойных и смешанных лесах Северной Америки, широко распространён, встречается часто. Плодоносит одиночно или большими группами под хвойными деревьями.
Сезон лето — осень.

## Сходные виды
- Gomphus bonarii ярко-красной окраски с молочно-белыми складками гименофора.
- Гомфус Кауффмана (Gomphus kauffmanii) более крупный, чешуйчатый, более жёлтого оттенка.